# 藩鎮割據
藩鎮割據指的是唐朝安史之乱天寶年間以后，外地將領擁兵自重，在軍事、財政、人事方面不受中央政府控制的局面。藩镇割据的局面一直持續百餘年直至唐朝滅亡，但存在争议，因为藩鎮不在中央政府控制之下的时期严格来讲只能算安史之乱、黄巢之乱前后各30年，合计约60年，而非持续百餘年直至唐朝灭亡。
其發生的直接原因为安史之亂。唐朝政府在平叛期间为尽快收拾残局被迫增添了许多节度使。节度使管辖的地区称为藩镇，唐朝中央政府本希望通过藩镇来平定安史之亂以及其后陆续爆发的各种叛乱，不料藩镇就是导致唐朝混乱乃至灭亡的总根源。而藩鎮割據基本上是安史之亂的延續；唐亡以後出現五代十國的分裂局面，也是藩鎮割據的延續，直至宋太宗979年灭北汉。藩鎮割據的問題對唐代、五代乃至北宋都產生重大影響
藩镇割据即是把藩镇与割据联系在一起，因而产生了安史之乱以后的唐朝已经是四分五裂，气息奄奄的误解，而且也模糊了对唐朝中后期一百五十多年的政治风潮、经济变革、制度更替以致文学艺术现象的正确认识和理解。其实将长达一个半世纪的复杂历史称作藩镇割据仅仅是一种较为笼统的称呼。唐代藩镇割据与动乱的历史，是从安史之乱以后开始，也就是所谓的“安史平而藩镇之祸方始”。黄巢之亂以后，“天下分裂而无纪”，接于五代十國，陷于军阀混战的另一番境地。
實際上，从公元763年安史之乱平定，到唐僖宗在位期間黄巢起义爆发的乾符年间，大约110多年时间里，藩镇的形势是比较稳定的，藩镇数目最多也大体固定在46个左右。不仅如此，地方节度使也不能世袭，除了河朔三鎮（今河北）的节度使曾世袭过几代人，其余藩镇节度使的调任和派遣基本上由唐朝中央决定（流官制），其任期一般在3至5年时间，在90多年了的时间里除了河朔三镇，节度史与唐庭的关系属于君臣关系而非敌对关系。黄巢之乱以后，李唐皇室大权旁落，無法完全控制節度使，但即便在唐朝灭亡前夕的30年里，節度使也不像东周的春秋战国时期般，诸侯王王位能够父死子继，完全不受中央政府控制。黄巢之乱后大部分藩镇逐渐走向世袭制，最终形成了五代十国。

## 起源
唐代藩镇设立之前，唐朝政府在边地上设置有守捉、城、镇、军，总体称为道，惟疆域遼闊難以有效管轄。711年，贺拔延嗣被任命为凉州（治今甘肃省武威市）都督，為防范吐蕃的入侵，河西藩镇成為唐朝第一個藩鎮。
唐玄宗即位后，開始置有大量的藩鎮。例如713年始置幽州藩镇（驻今北京市）节度使與灵州藩镇（驻今宁夏灵武市）节度使（即朔方节度使）。717年置剑南藩镇（驻今四川省成都市）节度使。718年始设置安西四镇节度经略使。至天宝年间，已增至10个节度使（天寶十節度）：河西、范阳、陇右、剑南、安西、朔方、河东、北庭、平卢、岭南节度使。伴随着边地藩镇的设立，府兵制逐漸被募兵制所取代，边地置有大量的精兵，共计49万士卒和8万匹战马屯驻边地。
天寶末年，身兼范陽、平盧、河東三鎮節度使的安祿山與部將史思明起兵反唐，連陷洛陽及長安，唐玄宗奔蜀。而太子李亨得灵州（即灵武、朔方）將士的擁立而登基為唐肅宗，史称灵武登基。期間安氏節節敗退，原本降唐的史思明又再次起兵反叛。經過多次的動亂後，唐朝接受一些安史的部將的投降，任命他們為節度使。這些節度使以河北三鎮為最強大，而且更有反抗中央之心，後來這些節度使自行世襲，又或由兵變自立，中央無法插手，只有追認既成的事實，但這些節度使亦無足夠力量叛亂，其餘大多節度使也是受唐朝任命。

## 割据

### 中唐

#### 涇原兵變
唐德宗时期，河北一带的藩镇叛乱，用来镇压叛军的一支部队趁势占领京师长安，德宗逃到汉中，用了4年的时间才平定，史稱涇原兵變。这虽然是藩镇割据初年的叛乱，但是范围却越来越大。

#### 河朔三鎮
尽管唐宪宗派兵平定了藩镇割据，但根子却并没有除掉，许多藩镇趁平定民變之机，扩大势力范围。817年冬天一個雪夜裡，唐鄧節度使李愬率領九千士兵雪夜襲克蔡州，生擒吳元濟，平定了淮西之亂。819年平定了淄青李师道。滄景、盧龍、成德等鎮相繼歸順中央，唐朝曾出現短暫的中興局面，全國表面上維持統一，是為「元和中興」。
820年唐憲宗被宦官毒死，唐穆宗即位後主張“銷兵”（裁減兵員）。中央接收河朔，長官多昏庸驕矜。821年盧龍發生兵變，將士囚禁朝廷派去的新節度使張弘靖，盡殺其幕僚，“河朔三鎮”復叛。新的割據者朱克融、王廷湊、史憲誠力主舊制。裴度的討伐軍無功而還，朝廷因軍費浩大，無法支撐長期作戰，只好承認現狀。不過此時藩鎮多少有所收斂，成德鎮節度使王元逵“歲時貢獻如職”。黃巢軍入長安，唐僖宗逃至成都，王元逵之孫王景崇率兵勤王“供輸相踵”，王鎔“獻馬牛戎械萬計”。

### 唐末
唐僖宗以後，社會矛盾激化，王仙芝、黃巢領導的唐末民變爆發，唐朝中央徵集各鎮士兵圍剿，全國逐漸出現了許多割據勢力，如楊行密、董昌、錢鏐等，伺機擴充自己的勢力。公元881年，黃巢攻破長安，唐朝中央政權瓦解。
黄巢叛将朱温投降唐朝朝廷，并且平定黃巢軍，得到了唐僖宗的信任，朱温做了节度使，势力范围远远超过当时控制范围最大的藩镇李克用。藩鎮立即轉入互相兼併的戰爭。到了唐昭宗时，朱温还把朝政大权牢牢的控制住了。最后废唐哀帝（唐昭宣帝）并称帝建立后梁，唐朝灭亡。藩鎮並未隨著唐朝滅亡而消失，整個五代十國時期都可以視作唐末藩鎮割據的延續和扩大，只不過部分藩鎮選擇不承認中原政權而完全獨立，建立王朝或帝國。

## 争议性的割据
藩镇几乎成了分裂割据的代名词，一部藩镇史似乎就是混乱割据的历史。但这实际上是不合乎历史事实的，唐代藩镇近50个，被列入《新唐书·藩镇传》最多不过8个，是不能代表整个藩镇的情况的。中晚唐时期藩镇可分为四种类型：
- 河朔割据型，主要集中在河朔（河北北部），大多是安史之乱后的旧部归降者，其代表则是魏博、成德、卢龙三镇。这里的藩帅不由中央任命而由本镇拥立，赋税不上供中央而由将士瓜分，代宗至穆宗朝时期，朝廷曾数兴讨伐之师，无不以屈辱容忍而告终。[3]
- 中原防遏型，非割据性藩镇，主要集中在中原一带。这些藩镇一般由战争期间临时设置军镇分合变化而来。特点是平时常宿数十万重兵，“严备常若有敌”，是重兵驻扎之地。这里的赋税基本上是当道自供。中原镇既是唐后期收功平乱的重要力量，又是乱兵频生的是非之地。[3]
- 边疆御边型，非割据性藩镇，主要集中在广阔的西北、西南边疆，其中尤以西北地区最为典型。唐代京西、京北地区本来是朔方军的天下，唐德宗时朔方军被肢解，神策军的势力控制了这一地区，从而巩固了关中的军事地位。重兵驻扎和仰给度支供馈是这类藩镇的两大特点。[3]
- 东南财源型，非割据性藩镇，主要在东南地区，最典型的有浙东、浙西、淮南、福建、江西等八道。这里很大程度上相当于安史之乱前的采访使，只是管地较小。特点是兵力寡弱和财富丰厚，是唐王朝的“赋税之地，与关右诸镇（西北边镇）及河南（中原镇）河北（河朔镇）有重兵处体列不同”。所以史称“天下藩镇，东南最宁”。[3]

河朔型以外的中原、边疆、东南型藩镇都是非割据性藩镇，河北藩镇割据有三个最基本的特征。一在政治上，节度使不由中央派遗，而由本镇拥立，河朔三镇的节度使前后凡57人，唐廷所任者仅4人，其余者要不是父死子继，要不就是偏裨擅立，或者以其他方式上位者。二在财政上，赋税截留本镇而拒不上供中央。三在军事上，违背中央意志养蓄重兵，专恣一方，并倚之作为与中央分庭抗礼的凭借。是否因此就把河朔镇视为唐朝境内截然不同之二分域，显然不能；大量事实表明，唐朝的政策法令在河北地区亦有施行。河北地区州县行政区划的改易和废置，官吏员额的增减，唐廷的敕令就起一定作用。甚至河北官员也有从中央调进或征出的。唐代各地藩镇具有区域性与制约性统一的特点，不能简单地把藩镇与中央的关系一概视为割据；而河朔区域的割据又具有游离性与依附性并存的特点，不能把割据绝对化。唐代藩镇形势作如下申述：
- 第一，唐代藩镇割据主要表现在河朔，而河朔割据又集中在三镇。此外绝大多数藩镇都是唐王朝控制下的地方政权，不是割据性藩镇。其节度使的调任和派遣基本上由中央决定，其动乱只是内部兵乱，不是割据叛乱。[3]
- 第二，中原、边疆、东南型藩镇虽然不属割据性质，但是由于它们各自不同的地理特点影响了唐王朝的政治、财政、军事关系。东南型从财力上支撑朝廷，边疆型从武力上奠定了关中，中原型从军事上镇遏叛镇。河朔割据形势的变化也取决于上述三类藩镇的动向，可以称之为藩镇割据的制约性。[3]
- 第三，各类藩镇之间的总体关系，在唐代宗时业已形成，最后黄巢起义打破了这种格局：举足轻重的中原型藩镇大部分被野心勃勃的朱温吞并；李克用、李茂贞据有河东及西北边镇之一部而与之抗衡；东南型藩镇也不再供给唐朝的财源。五代十国的历史仍然明显地受到唐代藩镇格局的影响：北方相继递嬗的五个小朝廷的激烈争夺和南方若干小王国的相对安定，实际上多多少少反映着唐代北部藩镇（河朔、中原、西北边疆型）重兵驻扎、动乱频仍和南部藩镇（东南型）驻兵寡弱、相当安定的差异。[3]

根据以上论述，可以看见在唐代后期近50个藩镇（元和四十八鎮）中，真正割据的主要是河朔型藩镇，唐宪宗以后（820年），基本上只有河北三镇而已，其余中原、边疆、东南藩镇都不是割据的。东南藩镇从财力上支撑朝廷，边疆藩镇从物理上巩固了关中，而中原藩镇则具有镇过河朔，屏障关中，沟通江淮的重要作用。这样，河朔镇与中原镇在割据与防遏割据的相特关系上，中原镇与边疆镇在维系内外均势的平衡关系上，边疆镇、东南镇与中原镇在物力和财力的相互依赖关系上，构成了一个既密切关系又互相制约的整体结构，从而维系唐朝相对稳定统治了100多年。唐代完全依赖藩镇势力之间的平衡关系，才得以维持下来，一直到黄巢之亂冲垮了这种平衡。即使是这样，公元885年唐朝号令所在仍有河西、山南、剑南、岭南数十州。

## 影响
藩鎮割據造成了唐朝中央政府实际管辖地区比盛唐时大幅缩小，吐蕃、回鶻等過去臣服于唐朝的少數民族相繼建立地方割據政權，吐蕃甚至与唐朝发生过对立冲突，使得陇西一带喪失大半。淮西久為吴元济所據，是以“蔡人有老死不闻天子恩宥者，故坚为贼用”。
唐宪宗初年宰相李吉甫上《元和国计簿》中，有15道71州不申户口，造成税户比天宝年间减少四分之三，对唐朝经济的发展产生严重影响。郑白渠在秦汉时共溉田45000顷，唐代宗大历年间仍可达6000余顷，然而到宋初仅灌2000顷。。方回《瀛奎律髓》稱：“想天宝，至德以至大历之乱，不忍读也”。赵翼《二十二史劄記》称：“秦汉六朝以来，有叛将无叛兵。至唐中叶以后，则方镇兵变比比而是。盖藩帅既不守臣节，毋怪乎其下从而效之，逐帅、杀帅视为常事。为之帅者，既虑其变而为肘腋之患，又欲结其心以为爪牙之助，遂不敢制以威令，而徒恃厚其恩施，此骄兵之所以益横也。”
然而若細究，西夏（今甘肅省和寧夏回族自治區一帶）以及越南（今越南北部，即前北越一帶）的丁部領等人，其實都算是唐末藩鎮割據的遺留。西夏原本是在黃巢之亂中協助唐室的黨項羌人，被唐室封為夏州節度使，賜姓李。因宋朝有併吞之意而獨立建立西夏國。越南北部的地區則原是靜海軍節度使，後來漸漸獨立建國，脫離中國自漢朝以來近千年的統治。而宋代時，丁部領奪得政權後，登極為大瞿越國皇帝，被宋冊封為交趾郡王。

### 引用
1. ↑  欧阳修、宋祁《新唐书》：“唐之治不能过两汉，而地广于三代，劳民费财，祸所繇生。懿宗任相不明，籓镇屡叛，南诏内侮，屯戍思乱，庞勋乘之，倡戈横行。虽凶渠歼夷，兵连不解，唐遂以亡。”
2. ↑  李攸《宋朝事实》：“自唐天宝后，历肃、代，藩镇不复制，以及五代之乱。”
3. 1 2 3 4 5 6 7 8 9 10 11 12   张国刚，唐代藩镇研究 p.17－29, 77－104，中国人民大学出版社，2010年。
4. ↑  岑仲勉《隋唐史》上册第232－238页
5. ↑  《新唐書》卷211《王廷湊傳附王元逵、王景崇、王鎔傳》
6. ↑  王应麟《困学纪闻》：“自唐肃宗之后，纪纲不立，叛兵逐帅，叛将胁君，习以为常，极于五季。君如逆旅，民坠涂炭。”
7. ↑  司马光《资治通鉴》：“（安史之乱爆发之后）由是祸乱继起，兵革不息，民坠涂炭，无所控诉，凡二百于年。”
8. ↑  李攸《宋朝事实》：“自唐天宝后，历肃、代，藩镇不复制，以及五代之乱。”
9. ↑  （885年3月丁卯，3月31日）二月，丙申，车驾至凤翔。三月，丁卯，至京师；荆棘满城，狐兔纵横，上凄然不乐。己巳，赦天下，改元。时朝廷号令所在，惟河西、山南、剑南、岭南数十州而已。《资治通鉴·卷二百五十六》
10. ↑  阿诺德·汤因比 《人类与大地母亲》：“唐朝政权从763年一直苟延残喘到874年。……唐政权对755－763年灾难反应的各种改革，却未能阻止其最终崩溃。唐朝灭亡后，统一中国的下一个统治王朝，直到960年才建立。事实上，统一政权的空白期从874年一直延续到979年，而且，中华帝国并没有完整地重新统一，它在四面八方都丧失了边缘领土。”
11. ↑  《旧唐书》卷一四五
12. ↑  《宋会要辑稿》食货七之二

## 关联条目
- 藩镇
- 节度使
- 五代十国
- 燕雲十六州